# Élections législatives de 1993 à La Réunion
Les élections législatives françaises de 1993  se déroulent les 21 et 28 mars. Dans le département de La Réunion, cinq députés sont à élire dans le cadre de cinq circonscriptions.

## Élus
| Circonscription | Député sortant                          | Parti | Parti         | Député élu ou réélu   | Parti | Parti         |
| --------------- | --------------------------------------- | ----- | ------------- | --------------------- | ----- | ------------- |
| 1re             | Auguste Legros                          |       | Divers droite | Gilbert Annette       |       | PS            |
| 2e              | Alexis Pota suppléant de Laurent Vergès |       | Divers gauche | Paul Vergès           |       | PCR           |
| 3e              | André Thien Ah Koon                     |       | Divers droite | André Thien Ah Koon   |       | Divers droite |
| 4e              | Élie Hoarau                             |       | PCR           | André-Maurice Pihouée |       | RPR           |
| 5e              | Jean-Paul Virapoullé                    |       | UDF (CDS)     | Jean-Paul Virapoullé  |       | UDF (CDS)     |

## Positionnement des partis
Les candidats d'alliance RPR-UDF et divers droite se présentent sous la bannière de l'Union pour la France et ceux du Parti socialiste derrière l'Alliance des Français pour le Progrès. Par ailleurs, Les Verts et Génération écologie s'unissent sous l'étiquette Entente des écologistes.

## Résultats

### Résultats à l'échelle du département
| Parti          | Parti                                 | Premier tour | Premier tour | Second tour | Second tour | Sièges |
| Parti          | Parti                                 | Voix         | %            | Voix        | %           | Sièges |
| -------------- | ------------------------------------- | ------------ | ------------ | ----------- | ----------- | ------ |
|                | Divers droite                         | 41 351       | 21,62        |             |             | 1      |
|                | Rassemblement pour la République      | 26 969       | 14,10        | 44 546      | 27,08       | 1      |
|                | Union pour la démocratie française    | 21 688       | 11,34        | 23 876      | 14,52       | 1      |
|                | Union pour la France                  | 90 008       | 47,05        | 68 422      | 41,60       | 3      |
|                |                                       |              |              |             |             |        |
|                | Parti socialiste                      | 27 107       | 14,17        | 22 946      | 13,95       | 1      |
|                | Divers gauche (Maj. prés.)            | 15 886       | 8,30         | 22 509      | 13,68       | 0      |
|                | Alliance des Français pour le progrès | 42 993       | 22,48        | 45 455      | 27,63       | 1      |
|                |                                       |              |              |             |             |        |
|                | Génération écologie                   | 1 294        | 0,68         |             |             | 0      |
|                | Les Verts                             | 609          | 0,32         | 0           |             |        |
|                | Entente des écologistes               | 1 903        | 0,99         |             |             | 0      |
|                |                                       |              |              |             |             |        |
|                | Parti communiste réunionnais          | 49 652       | 25,96        | 50 608      | 30,77       | 1      |
|                | Divers dont PLN                       | 5 403        | 2,82         |             |             | 0      |
|                | Extrême gauche                        | 222          | 0,12         | 0           |             |        |
|                | Front national                        | 878          | 0,46         | 0           |             |        |
|                | Régionaliste                          | 233          | 0,12         | 0           |             |        |
|                |                                       |              |              |             |             |        |
| Inscrits       | Inscrits                              | 340 607      | 100,00       | 259 158     | 100,00      | 5      |
| Abstentions    | Abstentions                           | 138 309      | 40,61        | 85 587      | 33,03       |        |
| Votants        | Votants                               | 202 298      | 59,39        | 173 571     | 66,97       |        |
| Blancs et nuls | Blancs et nuls                        | 11 006       | 5,44         | 9 086       | 5,23        |        |
| Exprimés       | Exprimés                              | 191 292      | 94,56        | 164 485     | 94,77       |        |

### Résultats par circonscription

#### Première circonscription (Saint-Denis)
| Candidat       | Candidat             | Parti          | Premier tour | Premier tour | Second tour | Second tour |  |
| Candidat       | Candidat             | Parti          | Voix         | %            | Voix        | %           |  |
| -------------- | -------------------- | -------------- | ------------ | ------------ | ----------- | ----------- |  |
|                | Gilbert Annette élu  | PS (ADFP)      | 10 088       | 33,16        | 22 946      | 71,63       |  |
|                | Pierre Vergès        | PCR            | 5 905        | 19,41        | 9 090       | 28,37       |  |
|                | Paul Payet           | UDF (PR)       | 4 288        | 14,1         |             |             |  |
|                | Ibrahim Dindar       | Divers droite  | 3 844        | 12,64        |             |             |  |
|                | Marc Gérard          | RPR            | 2 479        | 8,15         |             |             |  |
|                | Aristide Payet       | Divers droite  | 873          | 2,87         |             |             |  |
|                | Dominique Jérôme     | Divers         | 749          | 2,46         |             |             |  |
|                | Félicien Malbrouck   | Divers         | 551          | 1,67         |             |             |  |
|                | Bernard Law-Wai      | Divers         | 509          | 1,67         |             |             |  |
|                | Alphonse Richard     | FN             | 465          | 1,53         |             |             |  |
|                | Georges Richer       | PLN            | 345          | 1,13         |             |             |  |
|                | Paul Techer          | LO             | 114          | 0,37         |             |             |  |
|                | Jean-Baptiste Ponama | Extrême gauche | 108          | 0,36         |             |             |  |
|                | Émile Chane Tou Ky   | Divers droite  | 101          | 0,33         |             |             |  |
|                |                      |                |              |              |             |             |  |
| Inscrits       | Inscrits             | Inscrits       | 64 770       | 100,00       | 64 753      | 100,00      |  |
| Abstentions    | Abstentions          | Abstentions    | 32 422       | 50,06        | 29 414      | 45,42       |  |
| Votants        | Votants              | Votants        | 32 348       | 49,94        | 35 339      | 54,58       |  |
| Blancs et nuls | Blancs et nuls       | Blancs et nuls | 1 929        | 5,96         | 3 303       | 9,35        |  |
| Exprimés       | Exprimés             | Exprimés       | 30 419       | 94,04        | 32 036      | 90,65       |  |

#### Deuxième circonscription (Saint-Paul)
| Candidat       | Candidat              | Parti          | Premier tour | Premier tour | Second tour | Second tour |  |
| Candidat       | Candidat              | Parti          | Voix         | %            | Voix        | %           |  |
| -------------- | --------------------- | -------------- | ------------ | ------------ | ----------- | ----------- |  |
|                | Paul Vergès élu       | PCR            | 16 827       | 47,75        | 24 460      | 54,89       |  |
|                | Jean-François Bosviel | RPR (UPF)      | 8 355        | 23,71        | 20 105      | 45,11       |  |
|                | Alexis Pota           | Divers droite  | 4 131        | 11,72        |             |             |  |
|                | Laurence Caille       | Divers droite  | 1 957        | 5,55         |             |             |  |
|                | Christian Félicité    | PS (ADFP)      | 1 748        | 4,96         |             |             |  |
|                | Maurice Fautrelle     | Divers         | 954          | 2,71         |             |             |  |
|                | Jean-Baptiste Baret   | Divers         | 784          | 2,22         |             |             |  |
|                | Georges Rivière       | Divers         | 482          | 1,37         |             |             |  |
|                |                       |                |              |              |             |             |  |
| Inscrits       | Inscrits              | Inscrits       | 67 709       | 100,00       | 67 696      | 100,00      |  |
| Abstentions    | Abstentions           | Abstentions    | 30 086       | 44,43        | 20 906      | 30,88       |  |
| Votants        | Votants               | Votants        | 37 623       | 55,57        | 46 790      | 69,12       |  |
| Blancs et nuls | Blancs et nuls        | Blancs et nuls | 2 385        | 6,34         | 2 225       | 4,76        |  |
| Exprimés       | Exprimés              | Exprimés       | 35 238       | 93,66        | 44 565      | 95,24       |  |

#### Troisième circonscription (Le Tampon)
|                | André Thien Ah Koon sortant réélu | Divers droite (UPF) | 27 658 | 56,31  |  |  |  |
|                | René-Olivier Payet                | PCR                 | 14 551 | 29,62  |  |  |  |
|                | Michel-Charles Hoarau             | PS (ADFP)           | 3 222  | 6,56   |  |  |  |
|                | Marie-Odile Houtmann              | GÉ (EÉ)             | 1 294  | 2,63   |  |  |  |
|                | Louis-René Payet                  | Divers droite       | 1 118  | 2,28   |  |  |  |
|                | René-Claude Payet                 | Divers droite       | 766    | 1,56   |  |  |  |
|                | Yves-Bernard Araye                | Divers droite       | 486    | 0,99   |  |  |  |
|                | Guy Jarnac                        | diss. PS            | 23     | 0,05   |  |  |  |
|                |                                   |                     |        |        |  |  |  |
| Inscrits       | Inscrits                          | Inscrits            | 81 420 | 100,00 |  |  |  |
| Abstentions    | Abstentions                       | Abstentions         | 29 204 | 35,87  |  |  |  |
| Votants        | Votants                           | Votants             | 52 216 | 64,13  |  |  |  |
| Blancs et nuls | Blancs et nuls                    | Blancs et nuls      | 3 098  | 5,93   |  |  |  |
| Exprimés       | Exprimés                          | Exprimés            | 49 118 | 94,07  |  |  |  |

#### Quatrième circonscription (Saint-Pierre)
| Candidat       | Candidat                  | Parti          | Premier tour | Premier tour | Second tour | Second tour |  |
| Candidat       | Candidat                  | Parti          | Voix         | %            | Voix        | %           |  |
| -------------- | ------------------------- | -------------- | ------------ | ------------ | ----------- | ----------- |  |
|                | André-Maurice Pihouée élu | RPR (UPF)      | 16 135       | 45,19        | 24 441      | 58,9        |  |
|                | Élie Hoarau sortant       | PCR            | 12 369       | 34,64        | 17 058      | 41,1        |  |
|                | Michel Vergoz             | PS (ADFP)      | 6 090        | 17,06        |             |             |  |
|                | Karl Telegone             | Divers         | 693          | 1,94         |             |             |  |
|                | Jean-Jacques Metas        | Divers droite  | 417          | 1,17         |             |             |  |
|                |                           |                |              |              |             |             |  |
| Inscrits       | Inscrits                  | Inscrits       | 60 066       | 100,00       | 60 062      | 100,00      |  |
| Abstentions    | Abstentions               | Abstentions    | 22 260       | 37,06        | 16 538      | 27,53       |  |
| Votants        | Votants                   | Votants        | 37 806       | 62,94        | 43 524      | 72,47       |  |
| Blancs et nuls | Blancs et nuls            | Blancs et nuls | 2 102        | 5,56         | 2 025       | 4,65        |  |
| Exprimés       | Exprimés                  | Exprimés       | 35 704       | 94,44        | 41 499      | 95,35       |  |

#### Cinquième circonscription (Saint-Benoît)
| Candidat       | Candidat                           | Parti                      | Premier tour | Premier tour | Second tour | Second tour |  |
| Candidat       | Candidat                           | Parti                      | Voix         | %            | Voix        | %           |  |
| -------------- | ---------------------------------- | -------------------------- | ------------ | ------------ | ----------- | ----------- |  |
|                | Jean-Paul Virapoullé sortant réélu | UDF (CDS)                  | 17 400       | 42,63        | 23 876      | 51,47       |  |
|                | Camille Sudre                      | Divers gauche (Maj. prés.) | 15 863       | 38,87        | 22 509      | 48,53       |  |
|                | Jean-Claude Fruteau                | PS (ADFP)                  | 5 959        | 14,60        |             |             |  |
|                | Jean-Hugues Poynin                 | Les Verts (EÉ)             | 609          | 1,49         |             |             |  |
|                | Jean-Marc Venner                   | FN                         | 413          | 1,01         |             |             |  |
|                | Marie-France Paris                 | PLN                        | 336          | 0,82         |             |             |  |
|                | Michel Réale                       | Régionaliste               | 233          | 0,57         |             |             |  |
|                |                                    |                            |              |              |             |             |  |
| Inscrits       | Inscrits                           | Inscrits                   | 66 642       | 100,00       | 66 647      | 100,00      |  |
| Abstentions    | Abstentions                        | Abstentions                | 24 337       | 36,52        | 18 729      | 28,1        |  |
| Votants        | Votants                            | Votants                    | 42 305       | 63,48        | 47 918      | 71,9        |  |
| Blancs et nuls | Blancs et nuls                     | Blancs et nuls             | 1 492        | 3,53         | 1 533       | 3,2         |  |
| Exprimés       | Exprimés                           | Exprimés                   | 40 813       | 96,47        | 46 385      | 96,8        |  |